# Mutisia coccinea
Mutisia coccinea é uma planta da família Asteraceae, nativa da Argentina, do Brasil, do Paraguai e do Uruguai.

## Morfologia

### Pólen
Pólen mônade; de tamanho de médio a grande; isopolar; de simetria radial; de âmbito subtriangular; de forma subprolata a prolata; com abertura do tipo cólporo, tricolporado, de colpo longo, de poro alongado; com exina de ornamentação heterobrocada e reticulada.

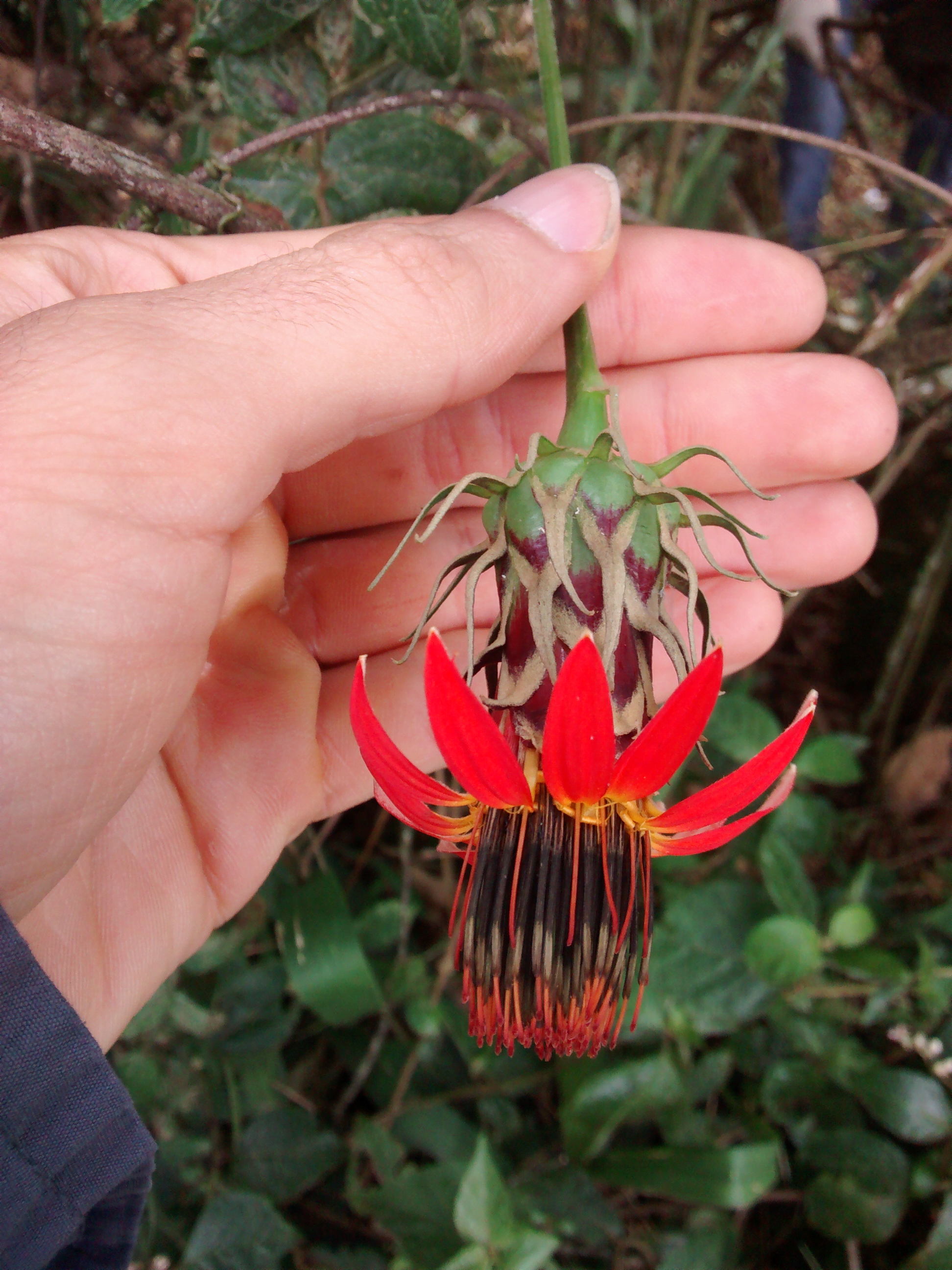
Vista lateral da flor de M. coccinea
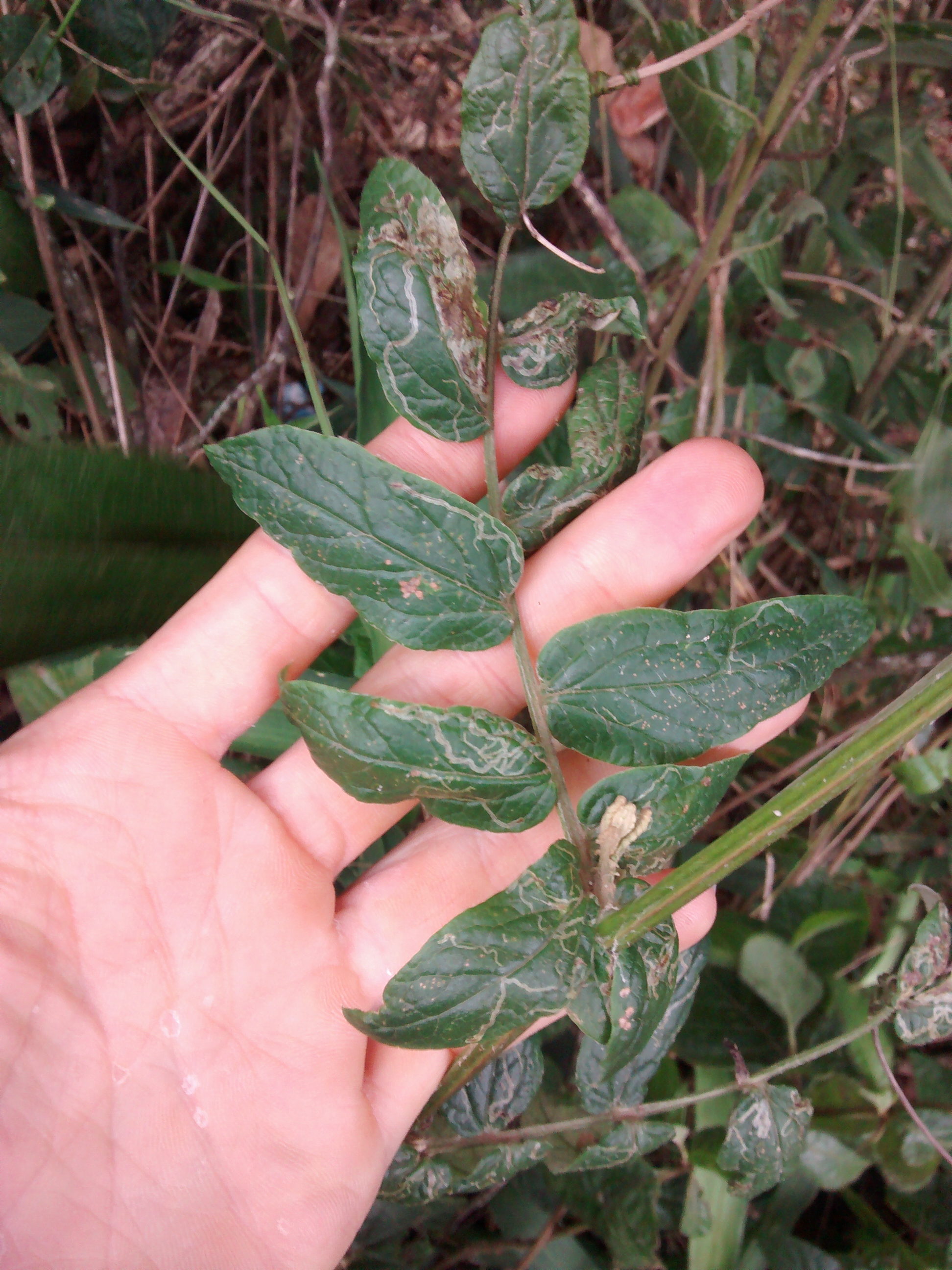
Folhas de M. coccinea

## Distribuição geográfica
A M. coccinea ocorre nativamente nos países: Argentina, Paraguai e Uruguai e no Brasil, onde ocorre nas regiões Sudeste nos estados: Minas Gerais, Rio de Janeiro e São Paulo e em todos os estados da região Sul, no bioma Mata Atlântica, em vegetações do tipo área antrópica, Floresta Estacional Semidecidual, Floresta Ombrófila e Floresta Ombrófila Mista.